# Доминиканская авдотка
Доминиканская авдотка (лат. Hesperoburhinus bistriatus) — птица из семейства авдотковых.
Вид распространён в Центральной и Южной Америке. Гнездится мозаично от Южной Мексики до Северной Бразилии и на Гаити.
Птица длиной до 43—48 см, весом до 780 г. Ноги и шея длинные. Окраска оперения рябая, серо-коричневая. Верх головы чёрный, надбровная полоса белая. Шея и горло светлого окраса. Брюхо белое.
Оседлая птица. Встречается на сухих лугах и в засушливой степи. Активна ночью. Питается беспозвоночными и мелкими позвоночными. Сезон размножения приходится на сухое время года. Моногамная птица. Яйца откладывает в ямку в песчаном или каменистом грунте вблизи воды. Гнездо выстилает сухой травой. В кладке два яйца. Инкубация продолжается 25—27 дней. Оба родителя заботятся о птенцах.